# 애플 뉴스
애플 뉴스(영어: Apple News)는 애플이 iOS, iPadOS, watchOS, macOS용으로 개발한 뉴스 애그리게이터 앱이다. iOS 버전은 iOS 9의 출시와 함께 출시되었다. 이전 버전의 iOS에 포함된 뉴스 스탠드 앱의 후속 버전이다. 사용자들은 출판사, 웹사이트, 그리고 그들이 선택한 주제(예: 기술이나 정치)를 기반으로 뉴스 기사를 읽을 수 있다.

## 같이 보기
- 구글 뉴스
- 구글 플레이 뉴스스탠드
- MSN